# Али Бумнижел
Али Бумнижел (рођен 13. априла 1966. у Мензел Џелику, Тунис) је бивши професионални фудбалер и репрезентативац Туниса. Играо је на позицији голмана.
Наступао је за репрезентацију Туниса на Светском првенству у фудбалу 2006. у Немачкој. Био је најстарији играч на том светском првенству. 
Тренутно ради у Кинеској репрезентацији као тренер голмана.